# Bảo tàng Minh Trị Duy tân
Bảo tàng Minh Trị Duy tân (維新ふるさと館 Ishin-furusato-kan) là bảo tàng lịch sử ở Kagoshima, Nhật Bản. Nằm bên sông Kōtsuki, đây là phòng trưng bày giúp du khách tìm hiểu về Minh Trị Duy tân. Trong sảnh tầng hầm, âm thanh, ánh sáng và rô-bốt được sử dụng để thể hiện trải nghiệm ba chiều về Minh Trị Duy tân. Ở tầng một có các cuộc triển lãm mô tả danh nhân, sự vật và sự kiện của tỉnh Satsuma.